# Remo nos Jogos Pan-Americanos de 2019 - Dois sem feminino
A competição do dois sem feminino foi um dos eventos do remo nos Jogos Pan-Americanos de 2019. Foi disputada no Albufera Medio Mundo em Huacho nos dias 6 e 8 de agosto.

## Calendário
Horário local (UTC-5).
| Data        | Horário | Fase          |
| ----------- | ------- | ------------- |
| 6 de agosto | 9:30    | Eliminatórias |
| 8 de agosto | 9:00    | Final         |

## Medalhistas
| Ouro   | CHI Melita Abraham e Antonia Abraham    |
| Prata  | CAN Larissa Werbicki e Jessie Loutit    |
| Bronze | MEX Fernanda Ceballos e Maite Arrillaga |

## Resultados

### Eliminatórias
| Pos. | Remador                           | Nacionalidade      | Tempo   | Notas |
| ---- | --------------------------------- | ------------------ | ------- | ----- |
| 1    | Melita Abraham Antonia Abraham    | CHI Chile          | 7:19.78 | F     |
| 2    | Larissa Werbicki Jessie Loutit    | CAN Canadá         | 7:31.43 | F     |
| 3    | Fernanda Ceballos Maite Arrillaga | MEX México         | 7:38.42 | F     |
| 4    | Solveig Imsdahl Elisabeth Euiler  | USA Estados Unidos | 7:42.38 | F     |
| 5    | Ana Vanegas Evidelia González     | NCA Nicarágua      | 7:54.47 | F     |

### Final
| Pos.              | Remador                           | Nacionalidade      | Tempo   | Notas |
| ----------------- | --------------------------------- | ------------------ | ------- | ----- |
| Medalha de ouro   | Melita Abraham Antonia Abraham    | CHI Chile          | 7:31.44 |       |
| Medalha de prata  | Larissa Werbicki Jessie Loutit    | CAN Canadá         | 7:36.06 |       |
| Medalha de bronze | Fernanda Ceballos Maite Arrillaga | MEX México         | 7:46.04 |       |
| 4                 | Solveig Imsdahl Elisabeth Euiler  | USA Estados Unidos | 7:57.33 |       |
| 5                 | Ana Vanegas Evidelia González     | NCA Nicarágua      | 8:07.30 |       |